# Ван Чжичжи
Ван Чжичжи́ (кит. упр. 王治郅, пиньинь Wáng Zhìzhì, род. 8 июля 1979 года) — китайский баскетболист, выступал в Национальной баскетбольной ассоциации за клубы «Даллас Маверикс», «Лос-Анджелес Клипперс» и «Майами Хит».

## Биография
Ван Чжичжи родился в семье профессиональных спортсменов — его отец Ван Вэйцзюнь (196 см) и мать Жэнь Хуаньчжэнь (186 см) оба были в прошлом баскетболистами.

## Карьера

### Карьера в Китае
Ван Чжичжи родился в Пекине  и стал играть за баскетбольный клуб НОАК в 1994. Когда в 1995 году была образована Китайская баскетбольная ассоциация, Ван был одним из самых молодых игроков лиги. Однако, он быстро попал в стартовый состав армейской команды «Баи Рокетс». В её составе с 1995 года до своего перехода в НБА в 2001 году принял участие во всех финалах, а также выиграл с клубом все финалы плей-офф. После его отъезда в китайском баскетболе появился ещё один знаменитый игрок — Яо Мин в «Шанхай Шаркс».

### Выступления на международном уровне
Впервые за национальную команду Ван Чжичжи выступил на чемпионате мира 1995 года для юниоров (до 19 лет). Сборная Китая заняла 9-е место при разнице побед и поражений 4-4. Игрок в среднем набирал 22,3 очка за игру, процент попадания с игры составлял 60%, а с линии штрафной - 86%. Также Ван Чжичжи делал в среднем за игру 11,1 подборов и лидировал на турнире по количеству блок-шотов. В итоге, игрок попал в символическую сборную турнира.
После неудачного выступления сборной на Олимпиаде в Лондоне, вместе с рядом других игроков принял решение о завершении международной карьеры.

## Личная жизнь
Датой рождения Ван Чжичжи указывали как 1977, так и 1979 год. Ван женат, у него и его жены Сун Ян есть сын Джерри.

## Статистика

### Статистика в НБА
| Сезон                                                                                    | Команда  | Регулярный сезон | Регулярный сезон | Регулярный сезон | Регулярный сезон | Регулярный сезон | Регулярный сезон | Регулярный сезон | Регулярный сезон | Регулярный сезон | Регулярный сезон | Регулярный сезон | Серия плей-офф | Серия плей-офф | Серия плей-офф | Серия плей-офф | Серия плей-офф | Серия плей-офф | Серия плей-офф | Серия плей-офф | Серия плей-офф | Серия плей-офф | Серия плей-офф |
| Сезон                                                                                    | Команда  | GP               | GS               | MPG              | FG%              | 3P%              | FT%              | RPG              | APG              | SPG              | BPG              | PPG              | GP             | GS             | MPG            | FG%            | 3P%            | FT%            | RPG            | APG            | SPG            | BPG            | PPG            |
| ---------------------------------------------------------------------------------------- | -------- | ---------------- | ---------------- | ---------------- | ---------------- | ---------------- | ---------------- | ---------------- | ---------------- | ---------------- | ---------------- | ---------------- | -------------- | -------------- | -------------- | -------------- | -------------- | -------------- | -------------- | -------------- | -------------- | -------------- | -------------- |
| 2000/01                                                                                  | Даллас   | 5                | 0                | 7,6              | 42,1             | 0,0              | 80,0             | 1,4              | 0,0              | 0,0              | 0,0              | 4,8              | 5              | 0              | 4,6            | 37,5           | 50,0           | 100,0          | 0,4            | 0,2            | 0,2            | 0,2            | 2,0            |
| 2001/02                                                                                  | Даллас   | 55               | 0                | 10,9             | 44,0             | 41,4             | 73,7             | 2,0              | 0,4              | 0,2              | 0,2              | 5,6              | 8              | 0              | 5,5            | 43,8           | 50,0           | 50,0           | 1,0            | 0,4            | 0,0            | 0,1            | 2,5            |
| 2002/03                                                                                  | Клипперс | 41               | 1                | 10,0             | 38,3             | 34,0             | 72,4             | 1,9              | 0,2              | 0,2              | 0,2              | 4,4              | Не участвовал  | Не участвовал  | Не участвовал  | Не участвовал  | Не участвовал  | Не участвовал  | Не участвовал  | Не участвовал  | Не участвовал  | Не участвовал  | Не участвовал  |
| 2003/04                                                                                  | Клипперс | 2                | 0                | 4,5              | 0,0              | -                | 100,0            | 2,0              | 0,0              | 0,0              | 0,5              | 2,0              | Не участвовал  | Не участвовал  | Не участвовал  | Не участвовал  | Не участвовал  | Не участвовал  | Не участвовал  | Не участвовал  | Не участвовал  | Не участвовал  | Не участвовал  |
| 2003/04                                                                                  | Майами   | 14               | 0                | 7,5              | 37,8             | 28,6             | 83,3             | 1,0              | 0,1              | 0,2              | 0,3              | 3,1              | 3              | 0              | 2,3            | -              | -              | -              | 0,0            | 0,3            | 0,0            | 0,0            | 0,0            |
| 2004/05                                                                                  | Майами   | 19               | 0                | 4,8              | 47,2             | 66,7             | 58,3             | 0,9              | 0,3              | 0,2              | 0,1              | 2,3              | Не участвовал  | Не участвовал  | Не участвовал  | Не участвовал  | Не участвовал  | Не участвовал  | Не участвовал  | Не участвовал  | Не участвовал  | Не участвовал  | Не участвовал  |
|                                                                                          | Всего    | 136              | 1                | 9,2              | 41,7             | 38,5             | 73,5             | 1,7              | 0,3              | 0,2              | 0,2              | 4,4              | 16             | 0              | 4,6            | 41,7           | 50,0           | 66,7           | 0,6            | 0,3            | 0,1            | 0,1            | 1,9            |
| Наведите курсор мыши на аббревиатуры в заголовке таблицы, чтобы прочесть их расшифровку. |          |                  |                  |                  |                  |                  |                  |                  |                  |                  |                  |                  |                |                |                |                |                |                |                |                |                |                |                |